# 森詠
森 詠（もり えい、1941年12月14日 - ）は、日本の小説家、ジャーナリスト。
日本文藝家協会理事（2012年より）。日本ペンクラブ会員。
代表作は架空戦記『燃える波濤』（徳間書店）。

## 概要
東京府生まれ。栃木県立黒磯高等学校、東京外国語大学イタリア語学科を卒業後、「週刊読書人」の記者を経て、フリージャーナリストとして独立。
1971年、『黒い龍』で作家デビュー。以後、世界をまたにかけたスパイ小説、軍事情報小説で人気を博す。
1983年には、日本冒険作家クラブの創設を提唱して実現。1985年には『雨はいつまで降り続く』で第93回直木三十五賞候補となった。その後、警察小説、青春小説、架空戦記などジャンルの幅を広げて活躍。
1991年、湾岸戦争への自衛隊派遣に抗議し、柄谷行人、中上健次、津島佑子、田中康夫らとともに『湾岸戦争に反対する文学者声明』を発表した。
2008年、『オサムの朝14歳』を原作とする映画「那須少年記」が公開された。

## 家族
兄は元『SFマガジン』編集長でオカルト研究者の南山宏（森優）。
妻は元毎日新聞社記者でエッセイスト・環境保護活動家の森千春。

## 賞歴
- 1982年 - 第1回 日本冒険小説協会大賞［感謝感激大長編賞］『燃える波濤』
- 1994年 - 第10回 坪田譲治文学賞『オサムの朝』

## 著書
- 『黒の機関 戦後、「特務機関」はいかに復活したか』（ダイヤモンド社） 1977年、のち徳間文庫、祥伝社文庫
- 『黒い龍 小説上海人脈』（ダイヤモンド社） 1978年、のち徳間文庫
- 『資源戦略 石油地政学の新展開』（時事通信社） 1979年
- 『さらばアフリカの女王』（トクマ・ノベルズ） 1979年、のち徳間文庫、広済堂文庫
- 『80年代中東の挑戦 イランの次に火を噴くのはどこか』（祥伝社、ノン・ブックス） 1980年
- 『石油帝国の陰謀 イスラム・パワーの内幕』（時事通信社） 1980年
- 『戦場から帰ってきた男』（トクマ・ノベルズ） 1980年、のち文庫
- 『石油帝国危機の構図』（学陽書房） 1981年
- 『帝王の遺言書』（トクマ・ノベルズ） 1981年、のち文庫
- 『盗まれた国』（角川書店、カドカワノベルス） 1982年、のち文庫
- 『影の逃亡』（中央公論社、C★NOVELS） 1983年、のち文庫
- 『男たちの砂漠』（フタバノベルス） 1983年、のち徳間文庫
- 『裏切りの荒野』（トクマ・ノベルズ） 1983年、のち文庫
- 『真夜中の東側』（光風社出版） 1984年、のち徳間文庫
- 『見わたせば、戦場』（晶文社） 1985年
- 『雨はいつまで降り続く』（講談社） 1985年、のち文庫
- 『さらばザンメル』（徳間書店） 1985年、のち文庫
- 『振り返れば、風』（中央公論社） 1985年、のち文庫
- 『雨のコンスタンチーヌ』（中央公論社） 1985年、のち文庫
- 『旅の風、風の旅 1971 - 1986』（光風社出版） 1986年
- 『午後の砲声』（講談社） 1986年、のち文庫
- 『北のレクイエム』（青樹社） 1986年、のち徳間文庫
- 『ナグネの海峡』（徳間書店） 1987年、のち文庫
- 『風の伝説』（サンケイ出版） 1987年、のち徳間文庫
- 『バルセローナの冬』（青樹社） 1987年、のち新潮文庫
- 『夏の旅人』（中央公論社） 1987年、のち文庫、文芸社文庫
- 『冬の翼』（講談社） 1989年、のち文庫、文芸社文庫
- 『陽炎の国』（徳間書店） 1989年、のち文庫
- 『狩人は眠らない』（角川書店） 1989年、のち文庫
- 『冬の音楽』（実業之日本社） 1990年、のち改題『冬の別離』（講談社文庫）
- 『明日に再見』（光風社出版） 1990年、のち徳間文庫
- 『戦場特派員』（広済堂出版） 1993年
- 『サイド・バイ・サイド』（実業之日本社） 1993年
- 『オサムの朝（あした）』（集英社） 1994年、のち文庫 - 自伝小説
- 『刑事がゆく 栃木県警捜査員』（実業之日本社） 1995年、のち改題『県警刑事』（小学館文庫）、コスミック文庫  2018年9月
- 『おれは殺し屋』（光風社文庫） 1995年
- 『那珂川青春記』（小学館） 1998年、のち集英社文庫 - 自伝小説の第二部
- 『日に新たなり 続・那珂川青春記』（実業之日本社） 1999年、のち集英社文庫
- 『新宿流氓』（トクマ・ノベルズ） 1999年、のち、徳間文庫
- 『警官嫌い』（カッパ・ノベルス） 2000年、のち、光文社文庫
- 『清算 アジア・ノワール』（毎日新聞社） 2001年
- 『砂の時刻』（カッパ・ノベルス） 2001年、のち文庫
- 『太平記』（ポプラ社、21世紀によむ日本の古典） 2002年
- 『死者の戦場』（小学館文庫） 2003年
- 『七つの恋の物語』（河出文庫） 2003年
- 『月夜に逢いたい』（河出書房新社） 2003年
- 『少年記 オサム14歳』（集英社） 2005年、のち文庫
- 『七人の弁慶』（双葉社） 2005年、のち改題文庫化『七人の弁慶 風の巻』
- 『続・七人の弁慶』（双葉社） 2006年
- 『はるか青春』（創美社） 2007年、のち改題『はるか青春 激動の昭和転換期〈1968～72〉極私的クロニクル』（文芸社文庫）
- 『パートナー』（小学館） 2008年
- 『森詠の今日のつづきは、また明日』（随想舎） 2008年
- 『またあした』（安藤勇寿絵、小学館） 2009年
- 『吉原首代左助始末帳』（講談社文庫） 2014年3月

### 架空戦記
- 『日本封鎖 小説第三次世界大戦』（徳間書店、トクマ・ノベルズ） 1979年、のち徳間文庫
- 『燃える波濤』全6巻（徳間書店） 1982年 - 1990年、のち文庫、コスミック文庫
- 『日本朝鮮戦争』全15部（トクマ・ノベルズ） 1993年 - 1997年、のち改題『新編 日本朝鮮戦争』（文芸社文庫）
- 『新・日本中国戦争』全17部（学習研究社、歴史群像新書） 1995年 - 2003年、のち改題『新編 日本中国戦争』（文芸社文庫）
- 『黙示録2010 ユーラシア大戦』1 - 4（中央公論新社、C★NOVELS） 1999年 - 2000年、のち改題『日本イスラム大戦』全4巻 (文芸社文庫） 2015年2月
- 『黙示録2020 日本ロシア戦争』1 - 4（中央公論新社、C★NOVELS） 2001年 - 2003年
- 『日本世界大戦 朝鮮の赤い虎』1 - 4（学習研究社、歴史群像新書） 2003年 - 2004年
- 『200X年 日本中東戦争』scene1 - 3（学習研究社、歴史群像新書） 2004年 - 2005年
- 『革命警察軍ゾル』scene 1 - 3（学習研究社、歴史群像新書） 2006年 - 2008年、のち『革命警察軍SOLDAT』上・中・下（文芸社文庫）
- 『新・日本朝鮮戦争』1 - 4（トクマ・ノベルズ） 2009年 - 2010年、のち文庫
- 『日中世界大戦』1 - 4（学研パブリッシング、歴史群像新書） 2011年 - 2012年、のち学研M文庫、コスミック文庫

### 「横浜狼犬」シリーズ
- 『青龍、哭く』（角川書店） 1998年、のち『青龍、哭く 横浜狼犬3』として光文社文庫
- 『横浜狼犬』（光文社、カッパ・ノベルス） 1999年、のち文庫
- 『死神鴉 横浜狼犬2』（光文社、カッパ・ノベルス） 1999年、のち文庫
- 『清算 横浜狼犬4』（光文社文庫） 2006年

### 「忘れ草秘剣帖」シリーズ
1. 『進之介密命剣』（二見時代小説文庫） 2009年
2. 『流れ星』（二見時代小説文庫） 2009年
3. 『孤剣、舞う』（二見時代小説文庫） 2010年
4. 『影狩り』（二見時代小説文庫） 2010年

### 「剣客相談人」シリーズ
1. 『長屋の殿様文史郎』（二見時代小説文庫） 2010年
2. 『狐憑きの女』（二見時代小説文庫） 2011年
3. 『赤い風花』（二見時代小説文庫） 2011年
4. 『乱れ髪残心剣』（二見時代小説文庫） 2011年
5. 『剣鬼往来』（二見時代小説文庫） 2012年
6. 『夜の武士』（二見時代小説文庫） 2012年
7. 『笑う傀儡』（二見時代小説文庫） 2013年
8. 『七人の刺客』（二見時代小説文庫） 2013年
9. 『必殺、十文字剣』（二見時代小説文庫） 2013年
10. 『必殺迷宮剣』（二見時代小説文庫） 2014
11. 『用心棒始末』（二見時代小説文庫） 2014
12. 『疾れ、影法師』（二見時代小説文庫） 2014
13. 『賞金首始末』（二見時代小説文庫） 2015
14. 『残月殺法剣』（二見時代小説文庫） 2015
15. 『秘大刀葛の葉』（二見時代小説文庫） 2015
16. 『秘剣虎の尾』（二見時代小説文庫） 2016
17. 『風の剣士』（二見時代小説文庫） 2016
18. 『刺客見習い』（二見時代小説文庫） 2016
19. 『暗闇剣白鷺』（二見時代小説文庫） 2017
20. 『恩讐街道』（二見時代小説文庫） 2017
21. 『月影に消ゆ』（二見時代小説文庫） 2017
22. 『陽炎剣秘録』（二見時代小説文庫）  2018
23. 『雪の別れ』（二見時代小説文庫）  2019

### 「彷徨う警官」シリーズ
- 『彷徨う警官』（毎日新聞社） 2011年、のち角川文庫
- 『特命捜査 彷徨う警官 2』（角川文庫） 2016年3月
- 『総監特命 彷徨う警官 3』（角川文庫） 2018年10月

### 「ひぐらし信兵衛残心録」シリーズ
1. 『ひぐらし信兵衛残心録』（徳間文庫） 2012年
2. 『秘すれば、剣』（徳間文庫） 2012年
3. 『花刺客』（徳間文庫） 2012年

### 「おーい、半兵衛」シリーズ
1. 『剣客志願』（学研M文庫） 2012年
2. 『剣客修行』（学研M文庫） 2013年
3. 『剣客慕情』（学研M文庫） 2013年
4. 『剣客隠密』（学研M文庫） 2014年
5. 『剣客失格』（学研M文庫） 2014年
6. 『剣客無双』（学研M文庫） 2014年

### 「走れ、半兵衛」シリーズ
1. 『風神剣始末』（実業之日本社文庫） 2016年4月
2. 『双龍剣異聞』（実業之日本社文庫） 2016年8月
3. 『吉野桜鬼剣』（実業之日本社文庫） 2017年2月
4. 『遠野魔斬剣』（実業之日本社文庫） 2017年8月

### 「北風侍寒九郎」シリーズ
1. 『北風侍寒九郎 津軽宿命剣』（二見時代小説文庫） 2019年6月
2. 『秘剣枯れ葉返し』（二見時代小説文庫） 2019年10月
3. 『北帰行』（二見時代小説文庫） 2020年3月
4. 『北の邪宗門』（二見時代小説文庫） 2020年6月
5. 『木霊燃ゆ』（二見時代小説文庫） 2020年10月
6. 『狼神の森』（二見時代小説文庫） 2021年2月
7. 『江戸の旋風』（二見時代小説文庫） 2021年6月

### 「ソトゴト」シリーズ
1. 『ソトゴト 公安刑事』（祥伝社文庫） 2020年1月
2. 『ソトゴト 謀殺同盟』（祥伝社文庫） 2020年6月
3. 『ソトゴト 暗黒回路』（祥伝社文庫） 2021年3月

## 翻訳
- 『遺言執行』（シェルビー・ヤストロウ、集英社文庫） 1995年1月
- 『失われた世界』（コナン・ドイル、講談社） 1998年10月